# Thomisus callidus
Thomisus callidus es una especie de araña cangrejo del género Thomisus, familia Thomisidae. Fue descrita científicamente por Thorell en 1890.
A menudo se esconden en las flores y pueden cambiar de color solo para mezclarse y capturar presas.

## Distribución
Esta especie se encuentra en Sri Lanka, Singapur e Indonesia (Sumatra, Nías, Java).